# José da Silva Batista
José da Silva Batista (Pirenópolis, 1 de setembro de 1855—Anápolis, 7 de dezembro de 1910), filho de Teodoro da Silva Batista e Efigênia de Siqueira Batista. Em 1882, foi para a freguesia de Santana de Antas, hoje Anápolis, como professor primário. Possuía alguns conhecimentos de medicina, o que lhe permitiu ser o médico e o farmacêutico da população. Ele e Gomes de Sousa Ramos pleitearam a elevação da freguesia à categoria de vila, o que conseguiram em 1887, pela Resolução Provincial 811, de 15 de dezembro. Porém, a localidade se tornou vila efetivamente em 10 de março de 1892, tendo José da Silva Batista como primeiro administrador.
Em 1909, foi eleito como o segundo vice-presidente do estado de Goiás, enquanto Miguel da Rocha Lima era eleito presidente, e Francisco Bertoldo de Sousa, primeiro vice-presidente. Devido a uma revolta política conhecida como Revolução de 1909, organizada pelos adversários políticos do então presidente de Goiás, José da Silva Batista chegou a governar o estado devido às renúncias do presidente e do primeiro vice-presidente, que ocorreram em 11 de março e no início do mês de maio respectivamente.